# Gustaf Gründgens
Gustaf Gründgens, né le 22 décembre 1899 à Düsseldorf et mort le 7 octobre 1963 à Manille aux Philippines, est un acteur et metteur en scène allemand. Il a été considéré comme l'un des acteurs majeurs de son pays.

## Biographie

### Carrière
Homme de théâtre avant tout, Gustaf Gründgens a aussi joué pour le cinéma. Il est resté célèbre pour son interprétation de Méphistophélès dans le Faust de Goethe, au théâtre comme au cinéma.
Il a fréquenté l'avant-garde artistique et littéraire sous la République de Weimar avant de se rallier au nazisme sous le Troisième Reich. Beaucoup ont vu dans ce ralliement une forme d'opportunisme voire, symboliquement, une sorte de pacte faustien avec le régime nazi[réf. nécessaire].
Klaus Mann, qui a eu une liaison avec lui en 1926[réf. nécessaire], s'est inspiré de lui pour le personnage principal de Mephisto (1936), que le réalisateur hongrois István Szabó a porté à l'écran en 1981.
Gustaf Gründgens fut directeur du théâtre Deutsches Schauspielhaus de Hambourg de 1955 à 1963.

### Vie privée
Gustaf Gründgens a été marié à :
- Erika Mann, fille de l'écrivain Thomas Mann, 1926-1929
- Marianne Hoppe, actrice célèbre, 1936-1946

## Filmographie

### Acteur
- 1929 : Ich glaub' nie mehr an eine Frau
- 1930 : Va Banque
- 1930 : Hokuspokus de Gustav Ucicky
- 1930 : Danton de Hans Behrendt, film à propos de Danton
- 1930 : Brand in der Oper de Carl Froelich
- 1931 : Yorck de Gustav Ucicky, film à propos du général Ludwig Yorck von Wartenburg
- 1931 : M le maudit de Fritz Lang
- 1931 : Luise, Königin von Preußen de Carl Froelich, film à propos de la reine Louise de Prusse
- 1931 : Die Gräfin von Monte Christo de Karl Hartl
- 1931 : Der Raub der Mona Lisa de Géza von Bolváry
- 1932 : Teilnehmer antwortet nicht
- 1932 : Liebelei de Max Ophüls
- 1933 : Le Tunnel de Curtis Bernhardt
- 1933 : Die schönen Tage von Aranjuez de Johannes Meyer
- 1934 : So endete eine Liebe de Karl Hartl
- 1934 : Schwarzer Jäger Johanna de Johannes Meyer
- 1934 : Das Erbe in Pretoria de Johannes Meyer
- 1935 : Hundert Tage de Franz Wenzler
- 1935 : Pygmalion d'Erich Engel
- 1935 : Jeanne d'Arc (Das Mädchen Johanna) de Gustav Ucicky
- 1936 : Eine Frau ohne Bedeutung de Hans Steinhoff
- 1938 : Tanz auf dem Vulkan (La Danse sur le Volcan) de Hans Steinhoff
- 1941 : Le Musicien errant (Friedemann Bach) de Traugott Müller
- 1941 : Le Président Krüger de Hans Steinhoff
- 1960 : Le Verre d'eau (Das Glas Wasser) de Helmut Käutner
- 1960 : Faust

### Réalisateur
- 1932 : Eine Stadt steht Kopf (acteur aussi)
- 1933 : Die Finanzen des Großherzogs
- 1937 : Cabrioles (Kapriolen) (acteur aussi)
- 1939 : La Chair est faible (de) (Der Schritt vom Wege), d'après le roman de Theodor Fontane, Effi Briest
- 1939 : Zwei Welten
- 1960 : Faust